# Maramarua (rivière)
La rivière Maramarua (anglais : Maramarua River) est un  cours d’eau de la région de  Waikato, dans l’Île du Nord de la Nouvelle-Zélande

## Géographie
C’est le  principal affluent de la rivière   Whangamarino et elle prend naissance dans la chaîne de Hunua (en), sous le nom de la rivière Mangatangi River, ou Mangatangi Stream, s’écoule grossièrement vers le sud jusqu’à rejoindre le cours d’eau ‘Ruaotehuia Stream’ juste au nord de la route State Highway 2/S H 2 (en) entre la ville de Mangatawhiri et celle de Maramarua, où elle devient la rivière Maramarua.